# 卢延让
盧延讓（?—?），一名延遜，字子善。范陽人。
生卒年皆不詳。早年屢試不中，一共考了二十五次。詩學薛能。侍御史吴融很賞識他，向公卿极力赞誉，後延讓再次應考，先至吴融府上拜访，獻詩《苦吟》: “莫話詩中事，詩中難更無。吟安一個字，捻斷數莖鬚”。光化三年（900年）裴格榜進士及第。武貞軍節度使雷滿聘為從事。雷滿卒，歸前蜀王建，授水部員外郎，累遷給事中。終官刑部侍郎，卒於任上。有诗一卷，已佚。 